# Elisabeth Gantt
Elisabeth Gantt (1934) es una botánica, reconocida por su trabajo en fisiología y anatomía vegetal. Nacida en Yugoslavia, más tarde migró a EE. UU. donde obtuvo su Ph.D. por la Universidad del Noroeste. Su obra mayormente centrada en fotosíntesis, especialmente de algas. Hoy, es Emérita Profesora Universitaria Distinguida en la Universidad de Maryland, donde ella todavía estudia y enseña botánica y biología de célula, el cual es una parte de la Facultad de Ordenadores, Matemática, y Ciencias Naturales de la Universidad de Maryland. 

## Obra

### Algunas publicaciones
- Gantt, E. 2011. Oxygenic photosynthesis and the distribution of chloroplasts. Photosynthesis Res. 107: 1–6.

- Gantt, E., Falkowski, P. 2011. Eds. Evolution of Oxygenic Photosynthesis. Special issue of Photosynthesis Res. 107: 1-132.

- Poliquin, K., F.X. Cunningham, R. R. Gantt, E. Gantt. 2011. Interactions of Isoprenoid Pathway Enzymes and Indirect Stimulation of Isoprenoid Biosynthesis by Pentose Phosphate Cycle Substrates in Synechocystis PCC 6803. En: T.S Bach (ed.) Isoprenoid Synthesis in Plants and Microorganisms: New Concepts and Experimental Approaches. Springer Science+Business Media.

- Cunningham FX Jr, Gantt E. 2011. Elucidation of the pathway to astaxanthin in the flowers of Adonis aestivalis. Plant Cell. 23: 3055-3069.

- Gantt, E., et al. 2010. PORPHYRA: COMPLEX LIFE HISTORIES IN A HARSH ENVIRONMENT: P. UMBILICALIS, AN INTERTIDAL RED ALGA FOR GENOMIC ANALYSIS. J. Seckbach & D.J. Chapman (eds.) Red Algae in the Genomic Age, Cellular Origin, Life. En: Extreme Habitats and Astrobiology 13, 129–148 DOI 10.1007/978-90-481-3795-4_7

- Gantt, E., Grabowski, B.; Cunningham, F.X. 2003. Antenna systems of red algae: phycobilisomes with photosystem II and chlorophyll complexes with photosystem I. En: B.R. Green & W.W. Parson (eds.) Light-Harvesting Antennas in Photosynthesis. Kluwer, Dordrecht, The Netherlands, p. 307–322

## Honores

### Membresías
Es también de varias sociedades científicas, incluyendo:
- el Consejo de Estudios Nacionales,
- la Sociedad americana de Fisiólogos Vegetales (sirviendo como presidenta)
- la Asociación americana para el Adelanto de la Ciencia.[2]

### Galardones
- 1958, su trabajo le ha valido el Premio Darbaker de la Sociedad Botánica de América;
- 1994, la Medalla Gilbert Morgan Smith de la Academia de Ciencias.[3]